# An American in Prague
Pour plus de détails, voir Fiche technique et Distribution.
An American in Prague est un film pornographique gay produit par BelAmi et réalisé par George Duroy, sorti en 1997.

## Synopsis
Chance est un jeune acteur pornographique gay Américain qui vient à Prague pour la première fois, à l'occasion d'un casting pour le studio BelAmi. John Paulik est chargé de l'accueillir. En visitant la ville, Chance va aussi faire la connaissance de charmants jeunes hommes.

## Fiche technique
- Titre original : An American in Prague
- Réalisation : George Duroy
- Photographie : Victor Donai
- Montage : George Duroy, Delta Productions
- Musique : BK Sound and Archives
- Producteur : George Duroy
- Société de production : BelAmi
- Sociétés de distribution : BelAmi
- Lieux de tournage : Prague
- Langues : tchèque, slovaque
- Format : Couleur
- Genre : Film pornographique
- Durée :  minutes
- Dates de sortie : 1997

## Distribution
- Chance
- Johan Paulik
- Adam Jannin
- Dominik Filla
- Gérard Kilian
- Ion Davidov
- János Fekete
- Karl Tenner
- Nikolas Vernant
- Sascha Fetisov
- Sergei Grigoriev

## Récompenses
- GayVN Awards 1998 : meilleure vente vidéo de l'année[1]
- Grabby Awards 2003 : nomination aux meilleurs extras pour un DVD[1]

## Accueil critique
La critique spécialisée rappelle en 2013 que la vidéo de 1997 « est devenue l'un des titres pornographiques gays les plus vendus de tous les temps », et considère en 2020 qu'il « est devenu un classique durable ».
La vidéo a été analysée comme la mise en abyme de l'exploitation sexuelle des jeunes hommes vulnérables tchèques par des occidentaux mieux dotés financièrement.

## Suites et remakes
En 2010, BelAmi sort la vidéo 5 Americans in Prague, réalisé par Marty Stevens. Cette fois, cinq acteurs de la société de production américaine Corbin Fisher sont invités à tourner pour la compagnie européenne.
En 2013 Luke Hamill, qui jouait comme acteur dans 5 Americans in Prague, réalise deux remakes en 3D : An American in Prague - The Remake 1 et An American in Prague - The Remake 2, avec Mick Lovell dans le rôle titre. Pour cette occasion, le film de 1997 An American in Prague ressort en DVD.
En 2020, le studio BelAmi sort Blake Mitchell is An American in Prague, réalisé par Luke Hamill.